# Joaquín Irigoytía
Joaquín Andrés Irigoytía (Paraná, 15 de agosto de 1975) é um ex-futebolista profissional argentino que atuava como goleiro.

## Carreira

### River Plate
Joaquín Irigoytia se profissionalizou em 1995, em 1996 ele integrou o River Plate na campanha vitoriosa da Libertadores da América de 1996.

## Títulos
River Plate
- Taça Libertadores da América: 1996